# Aldobrandini-Madonna (Titiaan)
De Aldobrandini-Madonna of Madonna en Kind met de jonge Johannes de Doper en een vrouwelijke heilige of stichter is een olieverfschilderij van de Venetiaanse renaissanceschilder Titiaan uit circa 1530. Het behoort sinds 1860 tot de collectie van de National Gallery in Londen.

## Beschrijving
Dit schilderij is een verdere, rijpere uitwerking van de originele variaties die hij al in zijn eerdere werken gaf aan de traditionele sacra conversaziones, waar zijn leermeester Giovanni Bellini beroemd mee werd. Hij maakte er een intieme scène van, waarin de figuren zo sterk met elkaar zijn vervlochten, dat de armen waarin de knielende vrouw liefdevol het Christuskind wiegt, vrijwel onzichtbaar zijn. Terwijl Maria beschermend toekijkt, pakt ze met een natuurlijk, psychologisch scherp geobserveerd gebaar de bloemen aan die de jonge Johannes de Doper haar aanbiedt. Het geel en blauw van de kleding van de beide vrouwen is zorgvuldig op elkaar afgestemd en harmonieert met de lucht en de bergen in de verte. De rest van het landschap, dat is opgebouwd met naturalistische tinten in subtiele kleurschakeringen, vormt het ideale decor voor de harmonieuze voorstelling. Stilistisch komt het werk overeen met de Madonna met het konijn uit 1530.
De herders op de achtergrond, die naar het engeltje boven hen zwaaien, lijken een verwijzing naar het kerstverhaal, maar het is onduidelijk of Titiaan hier een specifieke gebeurtenis wilde uitbeelden of dat hij verschillende motieven heeft samengevoegd tot een gevarieerd devotiestuk. Het is ook niet zeker wie de vrouw voorstelt. Ze wordt meestal beschouwd als de heilige Catharina van Alexandrië, die op andere, soortgelijke schilderijen van Titiaan aanwezig is, maar in dit geval ontbreekt het gebroken wiel, haar gebruikelijke martelaarsattribuut.

## Herkomst
Het schilderij wordt voor het eerste vermeld in 1603. Het is dan in het bezit van kardinaal Pietro Aldobrandini (1571-1621), die meerdere schilderijen van Titiaan erfde van Lucrezia d'Este. Om deze reden wordt vermoed dat Titiaan het maakte in opdracht van haar grootvader, Alfonso I d'Este, hertog van Ferrara, maar er bestaan geen documenten die dit bevestigen. Na Pietro Aldobrandini's dood in 1621 schonk zijn oudere zus Olimpia Aldobrandini (1567-1637) het schilderij aan kardinaal Ludovico Ludovisi. Na diens dood in 1632 werd het samen met andere schilderijen uit de Ludovisi-nalatenschap geschonken aan Filips IV van Spanje, die in 1656 Diego Velázquez de opdracht gaf het werk over te laten brengen naar de sacristie van het Escorial.
Aan het begin van de 19e eeuw bevond het schilderij zich in de collectie van William Gordon Coesvelt te Londen, waarna het in 1837 en 1840 ter veiling aangeboden bij Christie's, steeds met de vermelding dat het afkomstig was uit de sacristie van het Escorial. Rond 1856 behoorde het werk tot de Beaucousin-collectie in Parijs, waaruit de National Gallery in Londen het in 1860 kocht. Het schilderij werd in 1955 gerestaureerd. Aan de linkerkant werd in het verleden ooit een smalle strook toegevoegd.